# ホール・スタッフド・キャメル
ホール・スタッフド・キャメル(Whole stuffed camel)は、具材を詰めたマトンやラムをラクダに詰めた、風刺的な民間伝承料理である。
この料理のレシピは、1971年にチェコ人の作家ボフミル・フラバルが著した小説『わたしは英国王に給仕した』(I Served the King of England)の中で、エチオピア皇帝ハイレ・セラシエ1世がプラハを訪問した際に振舞われた伝統的なエチオピア料理として初めて記載された。w:T. C. Boyleによる1981年の小説Water Musicでは、ラクダにナツメヤシ、タゲリの卵、コイ、ノガン、マトンを詰め、溝の中で石炭を用いて2日間焼くというレシピが掲載されている。
ピンク・フロイドのアルバム『原子心母』のリマスターCDには、"Breakfast Tips"というカードが入っており、「伝統的なベドウィンの結婚式」用のレシピが書かれており、その中に、鶏肉をラムの中に詰め、それをヤギに詰め、それをラクダに詰めて石炭の火で焼くと書かれている。